# Кубок Італії з футболу 1992—1993
Кубок Італії з футболу 1992—1993 — 46-й розіграш Кубка Італії з футболу. Турнір стартував 23 серпня 1992 року, а завершився 19 червня 1993 року. У турнірі взяли участь 48 італійських клубів. У фіналі «Торіно» виграло у «Роми» і вп'яте завоювало Кубок Італії.

## Календар
| Раунд        | Дата                     | Матчі | Клуби   |
| ------------ | ------------------------ | ----- | ------- |
| Перший раунд | 23 серпня 1992           | 16    | 48 → 32 |
| 1/16 фіналу  | 26 серпня/2 вересня 1992 | 32    | 32 → 16 |
| 1/8 фіналу   | 7/28 жовтня 1992         | 16    | 16 → 8  |
| 1/4 фіналу   | 27 січня/10 лютого 1993  | 8     | 8 → 4   |
| 1/2 фіналу   | 10/31 березня 1993       | 4     | 4 → 2   |
| Фінал        | 12/19 червня 1993        | 2     | 2 → 1   |

## Перший раунд
| Команда 1          | Рахунок      | Команда 2     |
| ------------------ | ------------ | ------------- |
| 23 серпня 1992     |              |               |
| Венеція (2)        | 2:0          | Козенца (2)   |
| Казертана (3)      | 0:1          | Модена (2)    |
| Авелліно (3)       | 0:0 пен. 2:4 | Реджана (2)   |
| Дженоа             | 2:0          | Джарре (3)    |
| Емполі (3)         | 1:2          | Барі (2)      |
| Перуджа (3)        | 2:0          | Кремонезе (2) |
| Комо (3)           | 1:2          | Асколі (2)    |
| Віченца (3)        | 0:4          | Верона (2)    |
| Самбенедеттезе (3) | 0:1          | Кальярі       |
| Палермо (3)        | 2:2 пен. 6:7 | Лечче (2)     |
| Монца (2)          | 1:0 дч       | Болонья (2)   |
| СПАЛ (2)           | 0:1          | Піза (2)      |
| Фіделіс Андрія (2) | 3:0          | Падова (2)    |
| Мессіна (3)        | 0:2          | Чезена (2)    |
| Таранто (2)        | 2:1          | Луккезе (2)   |
| Тернана (2)        | 1:1 пен. 5:3 | П'яченца (2)  |

## 1/16 фіналу
| Команда 1                | Заг.    | Команда 2          | 1-й матч | 2-й матч |
| ------------------------ | ------- | ------------------ | -------- | -------- |
| 26 серпня/2 вересня 1992 |         |                    |          |          |
| Аталанта                 | 2:3     | Венеція (2)        | 0:2      | 2:1 дч   |
| Наполі                   | 6:0     | Модена (2)         | 3:0      | 3:0      |
| Реджана (2)              | 5:8     | Інтернаціонале     | 3:4      | 2:4      |
| Анкона                   | 3:6     | Дженоа             | 2:1      | 1:5 дч   |
| Барі (2)                 | 6:5     | Пескара            | 3:3      | 3:2      |
| Фіорентіна               | 4:1     | Перуджа (3)        | 1:0      | 3:1      |
| Асколі (2)               | 0:5     | Лаціо              | 0:4      | 0:1      |
| Брешія                   | 3:4     | Верона (2)         | 2:3      | 1:1      |
| Кальярі                  | 6:4     | Удінезе            | 2:0      | 4:4      |
| Парма                    | 1:0     | Лечче (2)          | 1:0      | 0:0      |
| Монца (2)                | 2:4     | Торіно             | 2:3      | 0:1      |
| Фоджа                    | 3:2     | Піза (2)           | 1:0      | 2:2      |
| Ювентус                  | 5:1     | Фіделіс Андрія (2) | 4:0      | 1:1      |
| Сампдорія                | 2:2 (ч) | Чезена (2)         | 2:1      | 0:1      |
| Рома                     | 7:2     | Таранто (2)        | 4:1      | 3:1      |
| Мілан                    | 10:2    | Тернана (2)        | 4:0      | 6:2      |

## 1/8 фіналу
| Команда 1        | Заг. | Команда 2      | 1-й матч | 2-й матч |
| ---------------- | ---- | -------------- | -------- | -------- |
| 7/28 жовтня 1992 |      |                |          |          |
| Ювентус          | 5:4  | Дженоа         | 1:0      | 4:3      |
| Рома             | 5:3  | Фіорентіна     | 4:2      | 1:1      |
| Барі (2)         | 1:2  | Торіно         | 1:1      | 0:1      |
| Парма            | 2:1  | Венеція (2)    | 1:0      | 1:1      |
| Наполі           | 7:1  | Верона (2)     | 2:1      | 5:0      |
| Мілан            | 3:0  | Кальярі        | 3:0      | 0:0      |
| Чезена (2)       | 2:4  | Лаціо          | 1:1      | 1:3      |
| Фоджа            | 0:2  | Інтернаціонале | 0:0      | 0:2      |

## 1/4 фіналу
| Команда 1               | Заг. | Команда 2      | 1-й матч | 2-й матч |
| ----------------------- | ---- | -------------- | -------- | -------- |
| 27 січня/10 лютого 1993 |      |                |          |          |
| Лаціо                   | 4:5  | Торіно         | 2:2      | 2:3      |
| Наполі                  | 0:2  | Рома           | 0:0      | 0:2      |
| Ювентус                 | 3:2  | Парма          | 2:1      | 1:1      |
| Мілан                   | 3:0  | Інтернаціонале | 0:0      | 3:0      |

## 1/2 фіналу
| Команда 1          | Заг.    | Команда 2 | 1-й матч | 2-й матч |
| ------------------ | ------- | --------- | -------- | -------- |
| 10/31 березня 1993 |         |           |          |          |
| Торіно             | 3:3 (ч) | Ювентус   | 1:1      | 2:2      |
| Рома               | 2:1     | Мілан     | 2:0      | 0:1      |

## Фінал
| Команда 1         | Заг.    | Команда 2 | 1-й матч | 2-й матч |
| ----------------- | ------- | --------- | -------- | -------- |
| 12/19 червня 1993 |         |           |          |          |
| Торіно            | 5:5 (ч) | Рома      | 3:0      | 2:5      |

### Перший матч
| 12 червня 1993 |

| «Торіно»                                  | 3:0      | «Рома» |
| ----------------------------------------- | -------- | ------ |
| Бенедетті 18' (аг) Коїс 52' Фортунато 78' | Протокол |        |

| «Делле Альпі», Турин Глядачів: 43 732 Арбітр: Анджело Амендолія |

### Повторний матч
| 19 червня 1993 |

| «Рома»                                                                    | 5:2      | «Торіно»         |
| ------------------------------------------------------------------------- | -------- | ---------------- |
| Джанніні 22' (пен.), 49' (пен.), 55' (пен.) Ріццителлі 47' Михайлович 65' | Протокол | Сіленці 45', 53' |

| «Стадіо Олімпіко», Рим Глядачів: 63 646 Арбітр: Карло Скіццато |